# 安妮日記
《安妮日記》（荷蘭語：Het Achterhuis）由安妮·弗蘭克所寫，此書籍的內容摘錄自安妮在納粹佔領荷蘭的時期所寫的日記內容，並於戰後由她倖存的父親奧托·弗蘭克加以整理出版。
其首次發行時的版本名為《密室：1942年6月12日至1944年8月1日的日記》（荷蘭語：Het Achterhuis: Dagboekbrieven van 12 Juni 1942 – 1 Augustus 1944），並在1947年於阿姆斯特丹發行。英文版本《安妮·法蘭克：一位少女的日記》（Anne Frank: The Diary of a Young Girl）則在1952年由英國瓦倫泰及米契爾公司（Vallentine, Mitchell & Co.）及美國的雙日出版社（Doubleday & Company）發行 ，其後即受到大眾廣泛關注，並且深受歡迎。並很快便被編劇家古德利屈（Frances Goodrich）與哈基（Albert Hackett）在1955年改編為劇本，並於1959年搬上大銀幕，女主角安妮由當時年僅23歲的美國模特兒米莉·佩金斯飾演，最近一次的影視作品為德國於2016年製作的電影，由當時17歲的德國童星Lea van Acken飾演安妮。此書現在被認為是二十世紀最重要書籍之一。

## 安妮的日記
安妮在13歲生日（1942年6月12日）開始有著寫日記的習慣，即是她與母親伊迪絲（Edith Holländer Frank）、父親奧托（Otto Frank）、姊姊瑪格特（Margot Frank）及其餘四人躲進父親在阿姆斯特丹的辦公室的一個密室前不久。在父親所信任的一群同事的協助下，他們成功躲藏了兩年零一個月，直至1944年8月被人告發因此被蓋世太保逮捕為止，此後便被趕進納粹的集中營。在這八人中，只有其父奧托一人在戰爭裡存活，安妮則在1945年4月，重獲自由前不久病死於貝爾根－貝爾森集中營。
安妮的日記的原稿共超過三冊。第一冊紀述由1942年6月12日至1942年12月5日發生的事情，然而第二冊則是紀述由1943年12月22日至1944年4月17日發生的事情，由此可見由1942年12月6日起至1943年12月21日間的日記卷冊原稿遺失了。不過這段遺失時期所發生的事情可由安妮為保存紀錄而作的重寫裡得知，原稿可能在德軍進入密室逮捕時遺失，亦可能是她在檢閱整個日記後自行燒毀。第三個現存的日記卷冊保存了由1944年4月17日至該年8月1日所發生的事情，此後便被納粹德軍逮捕。
在日記原稿裡，她於首三個月使用標準寫法來書寫日記直至1942年9月28日，此時開始將紀錄以小說形式編寫，而小說裡那位頑固的喬普（Joop）亦有著寫日記的習慣，並將戰禍與愛相關的事情寫給其朋友群。安妮參與了此朋友群，並寄送其日記紀錄至喬普的朋友吉蒂（Kitty）、康妮（Conny）、艾美（Emmy）、朴（Pop）與瑪麗安（Marianne）直至該年11月，首冊日記完結為止。當開始第二冊日記時，只餘下一位虛構的朋友吉蒂，而在之後的重寫裡，她將所有的寄送地址皆轉為吉蒂的地址。
曾經有過很多關於吉蒂身份的推論，她是在安妮修訂後的手稿裡為唯一的收信人。在1986年，文學評論家凡達荷斯（Sietse van der Hoech）指出吉蒂即是安妮在戰前的一位朋友——吉蒂‧雅伊斯（Kitty Egyedi）。凡達荷斯可能是由1970年的一個出版物《向安妮致謝》（A Tribute to Anne Frank）裡得知這個訊息，該出版物由安妮基金會出版，該基金會主席凡柏格（Henri van Praag）在該出版物的序言裡將一個真實角色代入了該人物內，並且放置了一個有著安妮與其三位好友合照的照片。安妮並沒有在其任何文章裡提及其友，而惟一可用來作比較的沒寄出至真實朋友的信件例子是安妮在1942年9月所寫給凡蜜笙（Jaqueline van Maarsen）的兩封告別信。
賀曼（Theodore Holman）在回覆凡達荷斯的文章裡寫道1942年9月28日的日記紀錄已表示了日記內的人物為虛構的。凡蜜笙贊同此意見，但是其父奧托假設女兒在書寫給某人時，在腦海裡記掛著與之同名的熟人。而雅伊斯在一次訪問裡表示對此假設感到高興，但卻持有疑問：「吉蒂被十分理想化，並且在日記內能夠控制自己的命途，這點遠較誰是吉蒂重要。這個名字...不是代表我。」
安妮在日記重寫的序裡表達了希望有一位知心好友，可以無所顧忌地傾訴想法與感受。她感覺有很多所謂的「朋友」，亦有著很多傾慕者，但並不是真的能夠交心的好友。最初認為其女姓朋友凡蜜笙就是知心好友，但卻未如其所願。在早期日記的紀錄裡，表明了並非與一位名叫哈羅·西爾伯格（Hello Silberberg）的追求者相戀，但寫道「其可能會成為知心好友」。她投入了很多時間與心血在與彼得·范·佩爾斯（Peter van Pels）的初戀裡，並認為可以成為其真心朋友，然而卻又一次地失望。結果在安妮短暫的悲劇人生裡最可信且可傾訴心事的朋友只有"吉蒂"一個。
安妮的文藝興趣是在其於1944年3月29日收到荷蘭流亡政府教育、美術與科學部長博克斯坦（Gerrit Bolkestein）開設了廣播頁電台的消息時開始萌芽。該電台公開徵求「日常文件——日記、書信......任何簡單的日常文件」來建立一個留傳給子孫後代的證據，以證明荷蘭民族在納粹統治時期所受的苦難，在5月20日，其開始整理其日記手稿以使其可讀性變得更大，從而讓眾多讀者可以讀懂。其擴充了內容並將其標準化為只寄送給吉蒂，並道明情況和準備了一系列的筆名，且對趣味較少和過於私人的部份作出剪裁。這份在散亂的紙張上所書的手稿，在其被逮捕後於藏匿地被發現，並在1945年秋天，安妮死訊確定後連同原稿交至其父手中。梅普·吉斯（Miep Gies）與貝普（Bep Voskuijl）在此家庭被逮捕後，將此日記與其他個人財產成功救出，使其免於遭受荷蘭警方與德國蓋世太保的搜掠。
當其父奧托開始閱讀女兒的日記時，感到十分震驚。他對梅普·吉斯道：「原來我對她的了解，從來都不足夠。」亦指出安妮對每天生活細節的描述勾起了其很多回憶。

## 編輯歷史

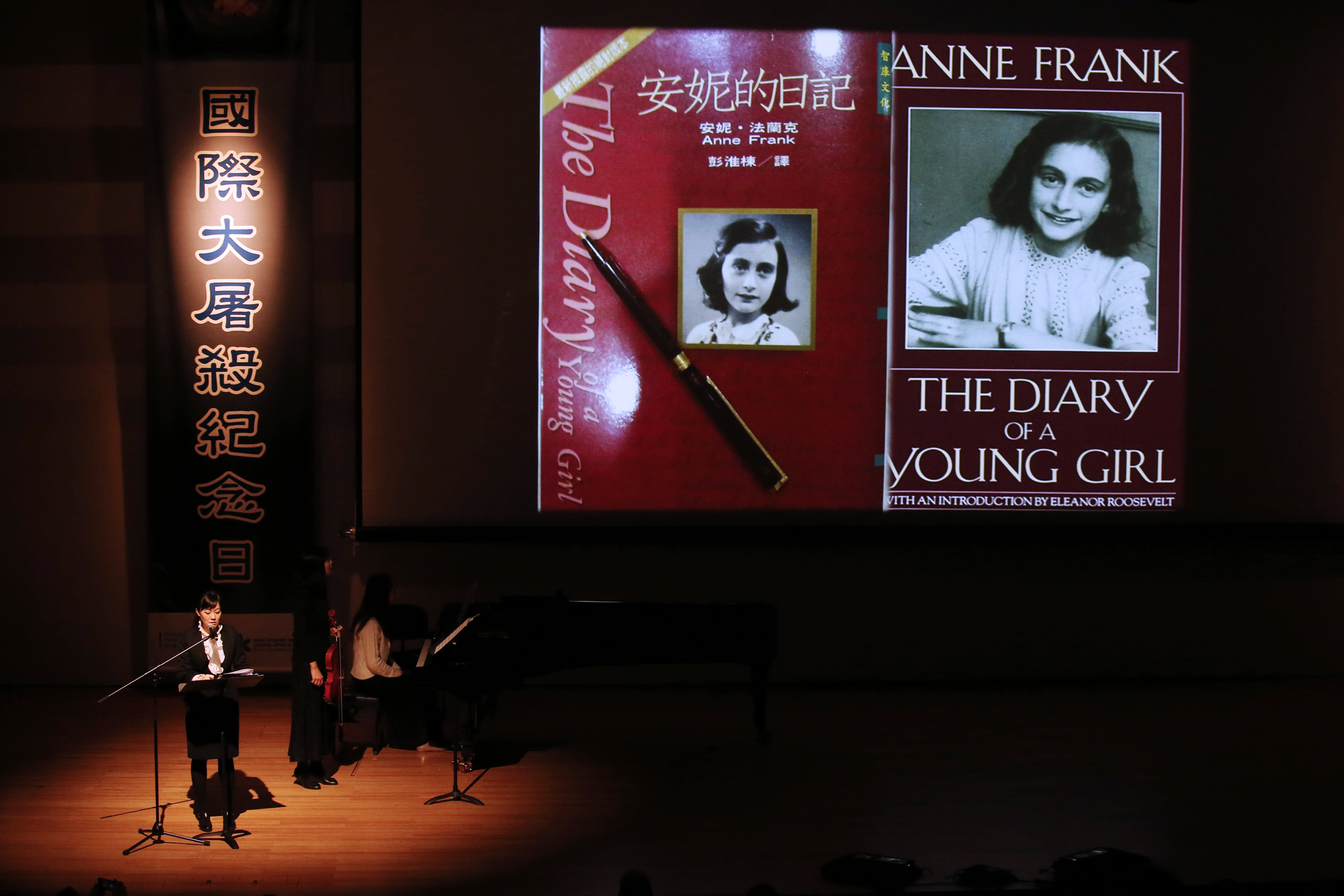
繁體中文版《安妮的日記》封面照，2016年攝於國際大屠殺紀念日臺北會場

安妮日記在1947年以荷蘭文發行，1952年以英文發行。首份謄寫本是其父奧托為其在瑞士的親屬所製作的。第二份謄寫本則是將其重寫的草稿整理起來，並成為首份用來發行的草稿，並加注一段由其家庭的朋友所著的結語，詳述作者的悲痛遭遇。在1946年的春天，其引起了一位名為揚·羅曼博士（Dr. Jan Romein）的荷蘭歷史學家的注意，其深受感動，並隨即在《荷蘭國家日報》（Het Parool）上撰文：
「這本日記是由一位小孩所寫的，其內容不合常理，使人深感該小孩所面臨的悲痛，相比紐倫堡審判所找到的證據，其更能將納粹主義的可怕具體表現出來。」
這引起了位於阿姆斯特丹的互通出版社（Contact Publishing）的注意，其接觸安妮的父親奧托，要求其提供一份草稿給其審閱。最後該出版社決定出版此日記，但亦通知其父其女兒安妮在日記裡對性欲過於露骨的表述，可能會引起部份保守主義者的不滿，並建議其刪掉。因此在該書於1947年6月25日發行前，很多內容被刪除了。
在1950年代末期，英國的瓦倫泰及米契爾公司計畫發行英語版本，由芭芭拉·莫亞特·達柏戴（Barbara Mooyaart-Doubleday）翻譯，其於次年年底前完成並提交，並因應其父的要求，譯文裡包括了在首次發行版本裡被刪除的內容，最後在1952年開始於英國和美國發售。本書很快便成為暢銷書籍，並翻譯為德文、義大利文、俄文、日文、希臘文與中文等眾多語文。據此日記改編而成的劇本在1955年獲得普立茲獎，而其後參與改編電影演出的雪莉·温特斯更憑此片奪得奧斯卡金像獎最佳女配角，其後溫特斯將其獲得的奧斯卡金像獎座，捐給安妮在阿姆斯特丹的家。

## 迴响
- 猶太裔義大利化學家、小說家普利摩說：「只是一位安妮·法蘭克為吾等帶來的震撼較所有像其般受逼害的人所帶來的總和還要多。或許該這樣說，如果吾等得知所有受害者的真相，吾等將無法生存。」
- 美國第35任總統约翰·肯尼迪說：「所有認為人類在無數次大災難與迷失中皆會有尊嚴地捱下去的人，皆可以以安妮的日記作為最有力的證明。」
- 南非總統曼德拉說：「吾等中有部份人在羅本島裡閱得安妮的日記，並從中得到奮鬥的啟示。」
- 捷克總統哈維爾說：「安妮的日記至今仍使人受用無窮，特別是在瞬息萬變的世界和處於驚慌的人群內。」

2009年，安妮日記被聯合國教科文組織列入歐洲和北美洲世界記憶名錄。

## 對日記的批評
因為安妮在戰後的極高知名度，和其在日記內所記述的關於最後解決的詳細紀錄，使大屠殺否定者開始嘗試挑戰日記的可信度。
西蒙·維森塔爾因為收到了大屠殺否定者的一本名為「騙子日記」的書冊，而產生了調查法蘭克家庭被捕事件的念頭，其目標是找出背叛者並印證日記的歷史真確性。此調查在1963年完成，其找出了負責逮捕的警官卡爾·席伯鮑爾（Karl Silberbauer），其因為找出了密室所洩露出的微弱光線而找出法蘭克家庭藏身之處。大屠殺否定者因此轉移批評目標，由安妮日記本身轉移至日記發行版的真確性。
其父奧托在接受訪問時曾指出其將安妮日記內公眾較不關注或是可能受到爭議（因為安妮在日記中有很多批評家人尤其是她母親的言語）的地方刪除，並以假名對提及的人作出保護；這使得大屠殺否定者可以斷言，安妮日記發行版並非忠於原稿，並由其父本人或其一位親屬作出全部或部份改寫。雖然其父在其餘生裡採取了法律行動來保護其女兒日記的可信性，但在安妮日記原稿真確性被確認前，這場辯論並沒有停止。

## 研究
在奧托於1980年逝世後，其將其女兒日記的原稿送交給了荷蘭戰爭文獻學會（Netherlands Institute for War Documentation），並在遺命裡委任其為女兒的日記作出法證研究，以證明該原稿在何年所寫、為何人所著。膠水、紙張與其他在原稿裡使用的物質如墨水和筆跡及餘下的散亂的紙張經過了詳細的檢查，最後在1986年研究結果被發佈。原稿上的筆跡與現存已知是安妮所書寫的樣本相符合，而日記的紙張、墨水與膠水和那些散亂的紙張與阿姆斯特丹在日記所述年代裡所能提供的物質相符合。

## 相关事件

### 2014年日本撕書
2014年2月，日本東京都多家公共圖書館陸續發生館藏的《安妮日記》（日文版）及大屠殺相關書籍遭撕毀的事件，據統計有38間圖書館共300多本書損毀。3月14日，東京都警察以毀損罪逮捕東京都小平市某36歲無業男子，並依其口供找到被撕毀的內頁紙片。以色列駐日大使館將捐贈相同數量的《安妮日記》及大屠殺相關書籍給館藏遭撕毀的圖書館。

### 2016年版权争议
2016年元旦，法国南特大学讲师奥利维尔·恩茨希尔德将《安妮日记》以荷兰文抄写发布到互联网上，认为该作品的编写者为安妮·法兰克；而根据欧盟法规，一本书在作者逝世后第70年起著作权失效，该作品则进入公有领域。但遭到安妮·法兰克基金会的反对，认为该作品由其父奥托·法兰克及米尔亚姆·普莱斯勒整编而成，实际著作权持有者为此两人，而米尔亚姆仍在世，所以仍受版权保护。因为著作权争议，并且美国著作权法的进入公有领域时限与欧洲法不同，维基文库根据美国著作权法规定移除了该作品；維基媒體基金會表示，這是「美國現行著作權法過度擴張的不幸案例」（an unfortunate example of the overreach of the United States' current copyright law）。

## 延伸閱覽

### 書籍
- Anne Frank: The Diary of a Young Girl - The Definitive Edition, Anne Frank.  Doubleday, 1995. ISBN 0385473788  （Hardcover） Unabridged version includes deletions from first edition.
- Anne Frank: The Diary of a Young Girl, Anne Frank, Eleanor Roosevelt （Introduction） and B.M. Mooyaart （translation）. Bantam, 1993. ISBN 0553296981 （paperback）. （original 1952 edition）
- Anne Frank Remembered, Miep Gies and Alison Leslie Gold, 1988. ISBN 0671662341 （paperback）.
- Tales from the Secret Annexe, Anne Frank （1956 and revised 2003）
- The Last Seven Months of Anne Frank, Willy Lindwer. Anchor, 1992. ISBN 0385423608 （paperback）.
- Anne Frank: Beyond the Diary – A Photographic Remembrance, Rian Verhoeven, Ruud Van der Rol, Anna Quindlen （Introduction）, Tony Langham （Translator） and Plym Peters （Translator）. Puffin, 1995. ISBN 0140369260 （paperback）.
- Memories of Anne Frank: Reflections of a Childhood Friend, Hannah Goslar and Alison Gold. Scholastic Paperbacks, 1999. ISBN 0590907239 （paperback）.
- 安妮的日記，彭淮棟譯，台北：智庫，1996
- 猶太少女受難日記，浪淘譯，台北：華新，1975
- 安妮的日記，張淑懿譯，台北：志文，1992
- An Obsession with Anne Frank: Meyer Levin and the Diary, Lawrence Graver, University of California Press, 1995.
- Roses from the Earth: the biography of Anne Frank, Carol Ann Lee, Penguin 1999.
- The Hidden Life of Otto Frank, Carol Ann Lee, Viking, 2002.
- Anne Frank: the biography, Melissa Muller, Bloomsbury 1999.
- 安妮日記（70週年紀念典藏版），呂玉禪譯，台北：皇冠，2013，ISBN  9789573330097

### 影視作品
- 互联网电影数据库（IMDb）上《Anne Frank Remembered》的资料（英文）（Jon Blair, 1995. DVD）
- 互联网电影数据库（IMDb）上《Anne Frank – The Whole Story》的资料（英文）（Robert Dornhelm. 2001. DVD）